# Culex nigrimacula
Culex nigrimacula är en tvåvingeart som beskrevs av Lane och Charles Otis Whitman 1943. Culex nigrimacula ingår i släktet Culex och familjen stickmyggor. Inga underarter finns listade i Catalogue of Life.